# Bizarre
Rufus "Nignag" Johnson, född 5 juli 1976 i Detroit, Michigan, är en amerikansk rappare. Han är mer känd som "Bizarre" och är mest känd som medlem i gruppen D12 där Eminem är frontfigur.[källa behövs]